# Begoña Vía Dufresne
Begoña Vía Dufresne Pereña (* 13. Februar 1971 in Barcelona) ist eine ehemalige spanische Seglerin.

## Erfolge
Begoña Vía Dufresne nahm an den Olympischen Spielen 1996 in Atlanta in der 470er Jolle teil. Gemeinsam mit Theresa Zabell wurde sie Olympiasiegerin, nachdem sie nach zehn Wettfahrten bereits in Führung lagen und das abschließende medal race gewannen. Mit insgesamt 25 Gesamtpunkten schlossen sie die Regatta vor dem japanischen und dem ukrainischen Boot auf dem ersten Platz ab. Zudem wurden Vía Dufresne und Zabell bereits 1995 in Toronto als auch nochmals 1996 in Porto Alegre gemeinsam Weltmeister, 1994 gewannen sie in Röbel die Europameisterschaften.
Ihre jüngere Schwester Natalia Vía Dufresne war ebenfalls olympische Seglerin.